# Los domingos de Jean Dézert
Los domingos de Jean Dézert (en francés Les Dimanches de Jean Dézert), es una novela del escritor francés Jean de la Ville de Mirmont.
El protagonista de esta novela, Jean Dézert, es un aburrido funcionario que un buen día se decide a seguir los consejos de los folletos publicitarios para intentar distraerse de su anodina y mediocre existencia: se entrega así una serie de actividades absurdas que le llevarán a conocer a la extravagante Elvire Barrochet, quien se dedicará a hacerle la vida imposible. 